# Mia Holm
Mia Holm (* 14. Septemberjul. / 26. September 1845greg. in Riga als Maria Auguste Minna von Hedenström; † 14. Juli 1912 in Potsdam) war eine deutsche Schriftstellerin.

## Leben
Mia Holm war die Tochter eines schwedischstämmigen Pastors.
Sie besuchte die von ihrem Vater geleitete höhere Töchterschule in Riga und absolvierte anschließend eine Lehrerausbildung; danach unterrichtete sie an ebendieser Schule, deren Leitung sie nach dem Tod ihres Vaters übernahm. 1871 heiratete sie den Textilfabrikanten Diedrich Holm. Das Ehepaar lebte in Moskau; aus der Ehe ging u. a. der spätere Schriftsteller Korfiz Holm hervor. Nach der Trennung des Ehepaars im Jahre 1888 lebte Mia Holm mit ihrem Sohn anfangs in Riga
und ab 1892 in Lübeck. 1894 ging sie nach Berlin, lebte ab 1895 in München und zog zuletzt nach Potsdam, wo sie verstarb.
Mia Holm schrieb in deutscher Sprache und war Verfasserin von Erzählungen und Gedichten. Einige ihrer
Gedichte aus dem Band „Mutterlieder“ wurde von dem Komponisten Franz Schreker vertont.

## Werke
- Wider die Natur, Riga 1878
- Träumer-Erich, Riga 1879
- Gedichte, Berlin 1882
- Mutterlieder, Paris [u. a.] 1897
- Verse, Paris [u. a.] 1900

## Übersetzungen
- Guy de Maupassant: Afrika, Paris [u. a.] 1898